# مرغ باران غول‌پیکر
مرغ باران غول‌پیکر (نام علمی: Macronectes) نام یک سرده از تیره کبوتردریاییان است.

## نگارخانه

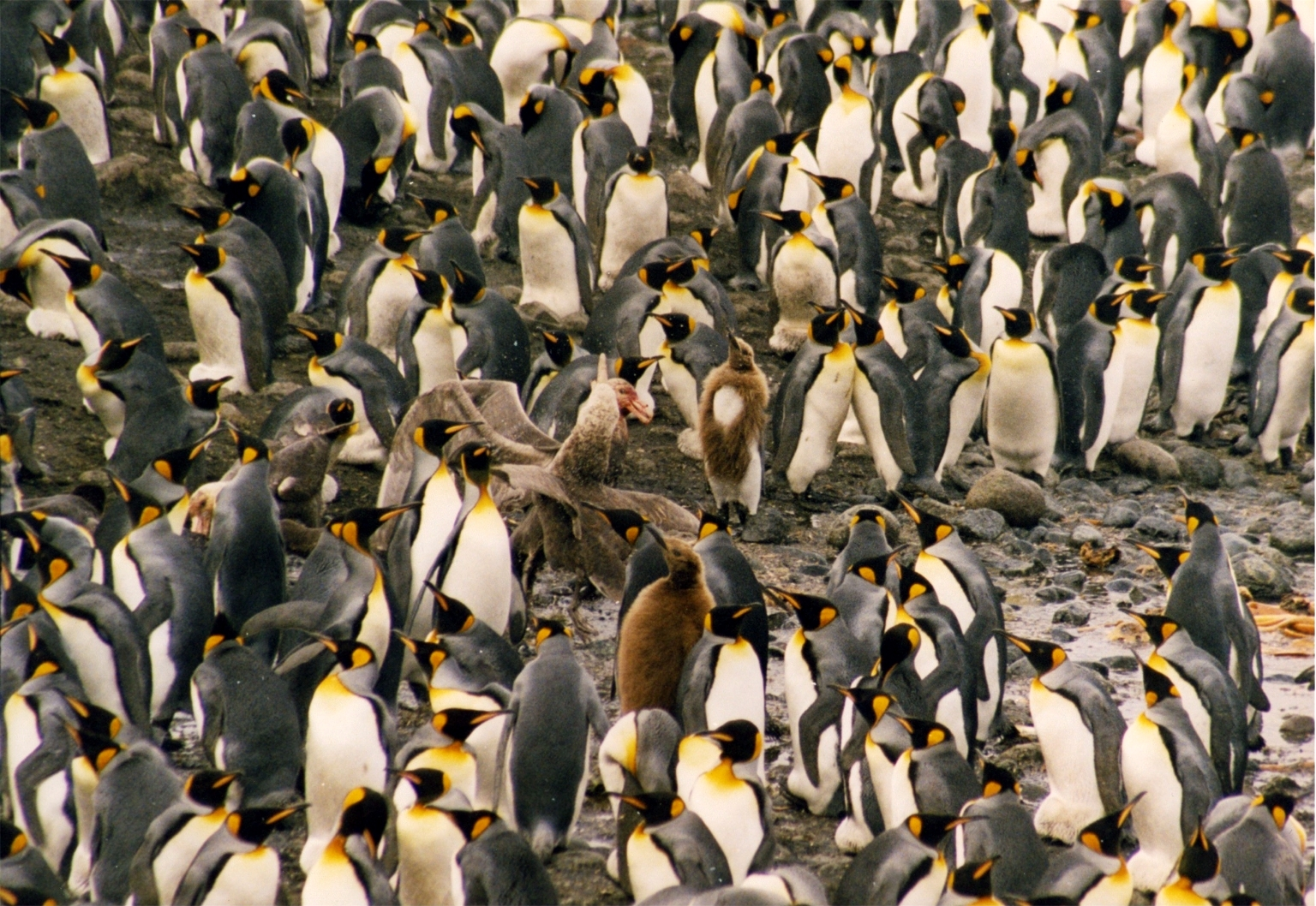
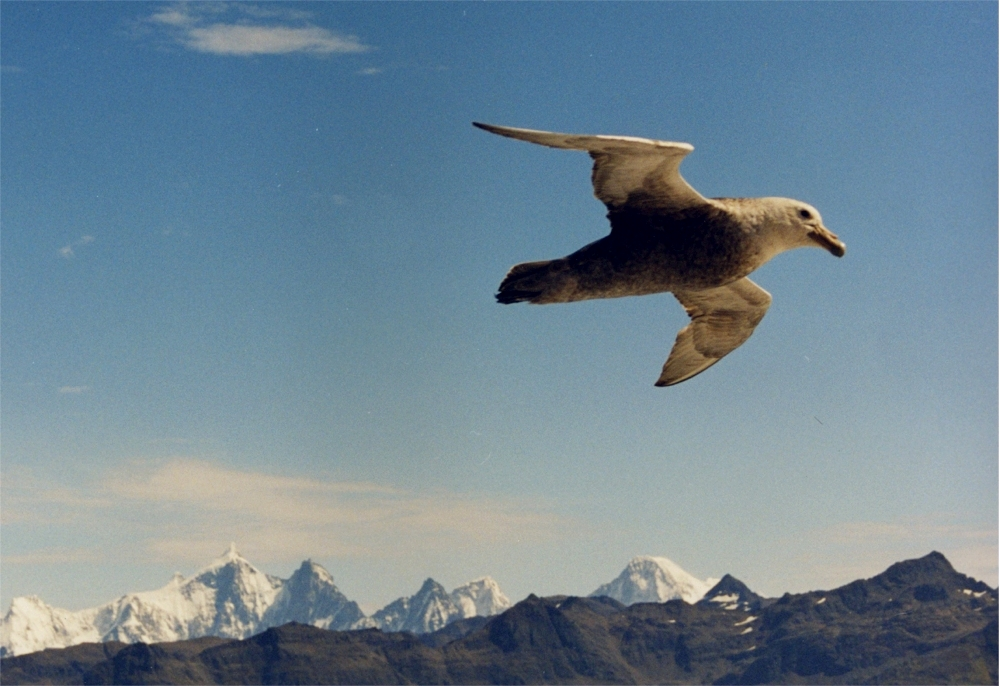